# Frédille
Frédille là một xã ở tỉnh Indre khu vực trung bộ Pháp. Xã này có diện tích 6,31 km², dân số thời điểm năm 1999 là 74 người. Khu vực này có độ cao trung bình 162 mét trên mực nước biển.